# Igor Pawlowitsch Smirnow

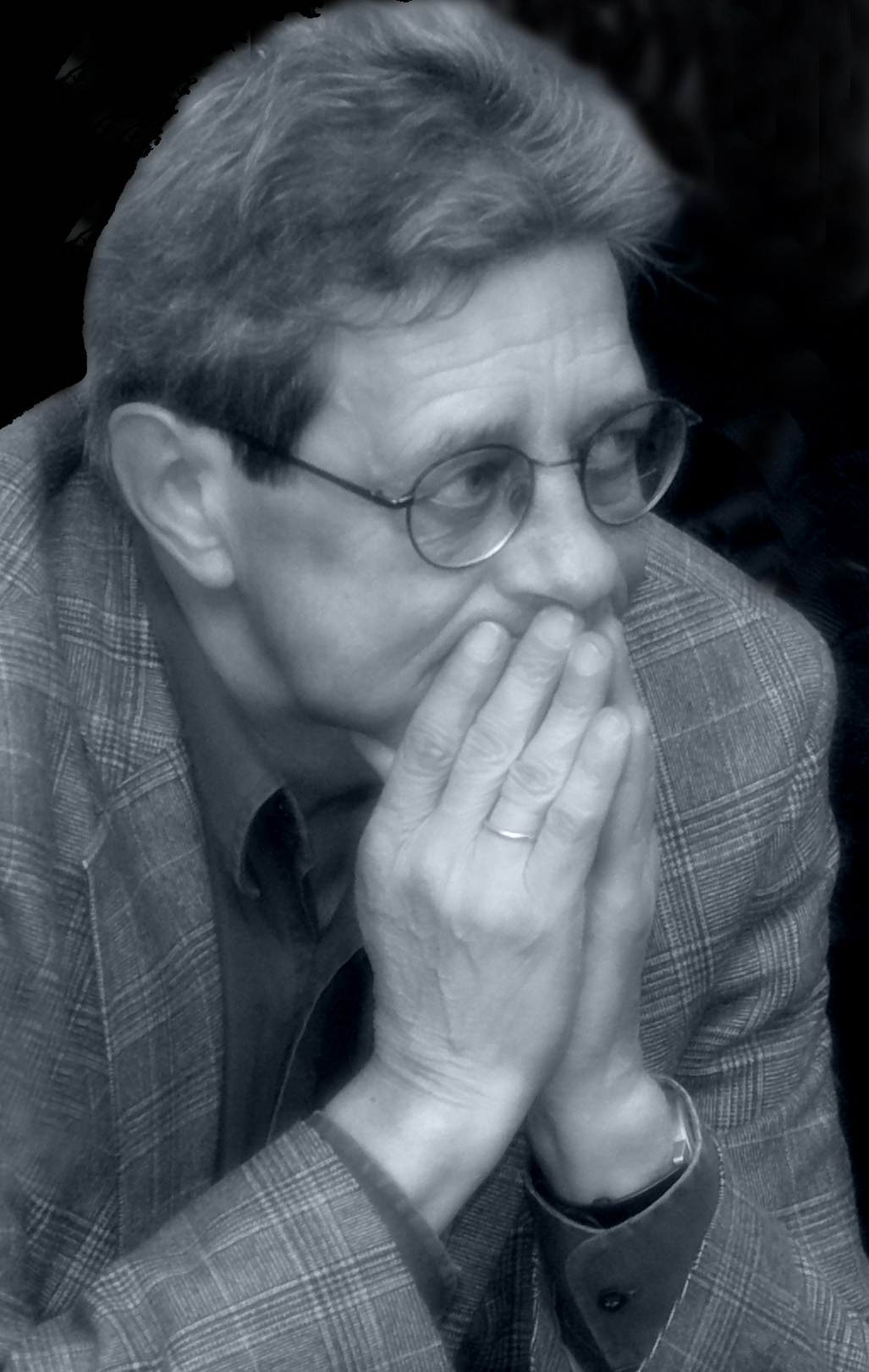
Igor Pawlowitsch Smirnow (2009)

Igor Pawlowitsch Smirnow (russisch Игорь Павлович Смирнов; englische Transkription: Igor Pavlovich Smirnov; * 19. Mai 1941 in Leningrad) ist ein in Deutschland tätiger russischer Literaturwissenschaftler und Slawist.

## Leben
Smirnow studierte von 1958 bis 1963 Russische Philologie an der Staatlichen Universität Leningrad. Von 1963 bis 1966 war er Doktorand am Institut für Russische Literatur der Akademie der Wissenschaften in Leningrad, dort promovierte er 1966 zum Thema „Künstlerische Tradition und die Individualität des Dichters (N. Aseev, N. Zabolockij, V. Lugovskoj)“.
Von 1966 bis 1979 war Smirnow am Institut für russische Literatur als wissenschaftlicher Mitarbeiter beschäftigt. Dort schloss er auch im Jahre 1977 seine Habilitationsschrift zum Thema „Fragen der künstlerischen Tradition (Die Literatur der Neuzeit in ihrem Verhältnis zu altrussischen Denkmälern und zur Folklore)“, die vom Institut für Weltliteratur der Akademie der Wissenschaften zu Verteidigung angenommen wurde.
1980 und 1981 wurde er zu Gastprofessuren in Utrecht und Hamburg eingeladen, die er aber nicht wahrnehmen konnte. 1981 reiste er dann in die Bundesrepublik Deutschland aus und wurde 1982 zum Professor für slawische Literaturwissenschaft an der Universität Konstanz berufen. 1990 lehnte er einen Ruf an die Universität Zürich ab und wirkte bis zu seiner Pensionierung 2006 in Konstanz.
Smirnow war von 1995 bis 2020 Mitherausgeber der Zeitschrift Die Welt der Slaven und ist Redaktionsmitglied verschiedener russischer Zeitschriften wie der Elementa (Los Angeles), der New Literary Review (Moskau), Zvezda (St. Petersburg), Discourse (Moskau) sowie Critique and Semiotics (Nowosibirsk).
Smirnows Forschungsschwerpunkte sind Literaturtheorie, Theorie und Kulturgeschichte, Psychoanalyse und Geschichtspsychologie, Philosophische Anthropologie und Moderne russische Literatur.

## Publikationen (Auswahl)

### Monographien
- Diachronische Transformationen literarischer Genres und Motive / Diachroničeskie transformacii literaturnych žanrov i motivov (= Wiener Slawistischer Almanach / Sonderband. 4). Peter Lang, Berlin 1981, ISBN 3-631-74090-5.
- Skizzen zur historischen Typologie der Kultur / Očerki po istoričeskoj tipologii kulʹtury— Realismus Postsymbolismus (Avantgarde) (= Neue russische Literatur; 61). Salzburg 1982.
- Die Generierung des Intertextes. Elemente der intertextuellen Analyse belegt an Beispielen aus dem Werk von B. L. Pasternak / Poroždenie interteksta. ėlementy intertekstual'nogo analiza s primerami iz tvorčestva B. L. Pasternaka (= Wiener slawistischer Almanach / Sonderband; 17). Wien 1985.
- Na puti k teorii literatury (= Studies in Slavic literature and poetics; 10). Amsterdam 1987, ISBN 90-6203-969-3.
- Sein und Schaffen / Bytie i tvorčestvo (= Novoe literaturnoe obozrenie / Naučnoe priloženie; 1). Marburg 1990, ISBN 3-926385-81-2.
- Zur altrussischen Kultur, ihrer nationalen Spezifik und der Geschichtslogik / O drevnerusskoj kul'ture, russkoj nacional'noj specifike i logike istorii (= Wiener Slawistischer Almanach / Sonderband. 28). Peter Lang, Berlin 1991, ISBN 3-631-74045-X.
- Psichodiachronologika. Moskva 1994, ISBN 5-86793-002-5.
- Ot marksizma k idealizmu. M. I. Tugan-Baranovskij, S. N. Bulgakov, N. A. Berdjaev. Moskau 1995, ISBN 5-86554-006-8.
- Sein und Kreativität oder das Ende der Postmoderne. Aus dem Russ. von Arne Ackermann und Dirk Uffelmann. Ed. Tertium, Ostfildern 1997, Erw. dt. Aufl., ISBN 978-3-930717-47-7.
- Um chorošo, a dva lučše. filosofija intellekta (Biblioteka žurnala "Neprikosnovennyj zapas"), Moskau 2021, ISBN 978-5-4448-1552-6.